# Coupe d'Amérique centrale de la CONCACAF 2024
Navigation
2023 2025
La Coupe d'Amérique centrale de la CONCACAF 2024 est la deuxième édition de cette compétition après sa création par la CONCACAF en septembre 2021.
Le vainqueur se qualifie directement pour les huitièmes de finale de la Coupe des champions de la CONCACAF 2025 tandis que les équipes classées de la deuxième à la sixième place rejoignent la compétition au stade du premier tour.

## Format
Les participants à la compétition sont regroupés en quatre groupes de cinq équipes. Chaque club joue quatre rencontres, deux à domicile et deux à l'extérieur, face à chacun de ses adversaires. Les deux meilleures équipes de chaque groupe sont qualifiées pour les quarts de finale. La phase à élimination directe se dispute sur un format aller-retour des quarts de finale à la finale.
À l'issue du tournoi, le vainqueur est directement qualifié pour les huitièmes de finale de la Coupe des champions de la CONCACAF tandis que les équipes classées de la deuxième à la sixième place rejoignent le premier tour de cette même compétition. Des rencontres de barrages sont organisées entre les équipes vaincues en quarts de finale afin de déterminer les deux derniers qualifiés pour la Coupe des champions.

## Participants
Un total de vingt équipes provenant de sept nations de la zone UNCAF participent au tournoi,,. Pour cette deuxième édition, une place supplémentaire est accordée aux championnats costaricien et nicaraguayen en vertu des performances de leurs représentants lors de l'édition précédente,.
Le tableau des clubs qualifiés est donc le suivant :
| Nation                   | Club                | Mode de qualification                                                             |
| Belize (1 équipe)        | Port Layola FC (es) | Meilleur vainqueur des tournois 2023-2024 (clôture 2024).                         |
| Costa Rica (3+1 équipes) | Deportivo Saprissa  | Vainqueur des tournois d'ouverture 2023 et de clôture 2024.                       |
| Costa Rica (3+1 équipes) | CS Herediano        | Deuxième au classement général de la saison 2023-2024.                            |
| Costa Rica (3+1 équipes) | LD Alajuelense      | Troisième au classement général de la saison 2023-2024.                           |
| Costa Rica (3+1 équipes) | AD Guanacasteca     | Quatrième au classement général de la saison 2023-2024.                           |
| Guatemala (3 équipes)    | Comunicaciones FC   | Vainqueur du tournoi d'ouverture 2023 (es).                                       |
| Guatemala (3 équipes)    | CSD Municipal       | Vainqueur du tournoi de clôture 2024 (es).                                        |
| Guatemala (3 équipes)    | Antigua GFC         | Deuxième au classement général de la saison 2023-2024.                            |
| Honduras (3 équipes)     | CD Olimpia          | Vainqueur des tournois d'ouverture 2023 (es) et de clôture 2024 (es).             |
| Honduras (3 équipes)     | CD Marathón         | Deuxième au classement général de la saison 2023-2024.                            |
| Honduras (3 équipes)     | FC Motagua          | Troisième au classement général de la saison 2023-2024.                           |
| Nicaragua (2+1 équipes)  | Diriangén FC        | Vainqueur des tournois d'ouverture 2023 (es) et de clôture 2024 (es).             |
| Nicaragua (2+1 équipes)  | Real Estelí         | Premier au classement général de la saison 2023-2024.                             |
| Nicaragua (2+1 équipes)  | Managua FC (en)     | Troisième au classement général de la saison 2023-2024.                           |
| Panama (3 équipes)       | CAI La Chorrera     | Vainqueur du tournoi de clôture 2023 (es).                                        |
| Panama (3 équipes)       | Tauro FC            | Vainqueur du tournoi d'ouverture 2024 (es).                                       |
| Panama (3 équipes)       | San Francisco FC    | Troisième au classement général des tournois de clôture 2023 et d'ouverture 2024. |
| Salvador (3 équipes)     | CD Águila           | Vainqueur du tournoi d'ouverture 2023 (es).                                       |
| Salvador (3 équipes)     | Alianza FC          | Vainqueur du tournoi de clôture 2024 (es).                                        |
| Salvador (3 équipes)     | CD Luis Ángel Firpo | Deuxième au classement général de la saison 2023-2024.                            |

| Port Layola Alajuelense Herediano Saprissa Guanacasteca Guatemala Antigua Marathón Tegucigalpa Estelí Diriangén Managua La Chorrera Tauro Águila Alianza Firpo Guatemala · Comunicaciones FC · CSD Municipal La Chorrera · CAI La Chorrera · San Francisco FC Tegucigalpa · FC Motagua · CD Olimpia |

## Calendrier
| Nom                                | Date aller                 | Date retour                | Équipes participantes |
| Phase de groupes (2024)            |                            |                            |                       |
| Journée 1                          | 30, 31 juillet et 1er août | 30, 31 juillet et 1er août | 20                    |
| Journée 2                          | 6, 7 et 8 août             | 6, 7 et 8 août             | 20                    |
| Journée 3                          | 13, 14 et 15 août          | 13, 14 et 15 août          | 20                    |
| Journée 4                          | 20, 21 et 22 août          | 20, 21 et 22 août          | 20                    |
| Journée 5                          | 27, 28 et 29 août          | 27, 28 et 29 août          | 20                    |
| Phase à élimination directe (2024) |                            |                            |                       |
| Quarts de finale                   | 24, 25 et 26 septembre     | 1er, 2 et 3 octobre        | 8                     |
| Demi-finale et barrages            | 22, 23 et 24 octobre       | 29, 30 et 31 octobre       | 4+4                   |
| Finale                             | 26, 27 et 28 novembre      | 3, 4 et 5 décembre         | 2                     |

## Tirage au sort
Le tirage au sort est effectué le 6 juin 2024 au siège de la CONCACAF à Miami, en Floride. Les vingt équipes participantes sont réparties en cinq chapeaux de quatre clubs, établis en fonction du classement des clubs de la CONCACAF en date du 3 juin 2024,.
| Chapeau 1   | Chapeau 1 | Chapeau 2      | Chapeau 2 | Chapeau 3     | Chapeau 3 | Chapeau 4     | Chapeau 4 | Chapeau 5        | Chapeau 5 |
| Équipe      | Rang      | Équipe         | Rang      | Équipe        | Rang      | Équipe        | Rang      | Équipe           | Rang      |
| Saprissa    | 41        | Municipal      | 52        | Tauro         | 58        | San Francisco | 77        | Diriangén        | 98        |
| Olimpia     | 43        | Comunicaciones | 54        | Marathón      | 59        | Alianza       | 80        | Luis Ángel Firpo | 113       |
| Alajuelense | 50        | Antigua        | 55        | Independiente | 60        | Real Estelí   | 83        | Managua (en)     | 146       |
| Herediano   | 51        | Motagua        | 56        | Guanacasteca  | 71        | Águila        | 86        | Port Layola (es) | 175       |

## Phase de groupes
Les dates pour les rencontres de la phase de groupes sont annoncées le 13 juin 2024 par la CONCACAF.
En cas d'égalité, les critères suivants départagent les équipes :
1. Différence de buts générale
2. Nombre de buts marqués
3. Points lors d'oppositions entre les équipes concernées
4. Différence de buts lors d'oppositions entre les équipes concernées
5. Nombre de buts marqués lors d'oppositions entre les équipes concernées
6. Classement du fair-play
7. Tirage à la pièce[2]

Légende des classements
- Qualifié pour les quarts de finale

Légende des résultats
- Victoire à domicile
- Match nul
- Victoire à l'extérieur

### Groupe A
| Rang | Équipe           | Pts | J | G | N | P | Bp | Bc | Diff |  | Résultats (▼ dom., ► ext.) | HER | MOT | DIR | TAU | SFR |
| ---- | ---------------- | --- | - | - | - | - | -- | -- | ---- |  | -------------------------- | --- | --- | --- | --- | --- |
| 1    | CS Herediano     | 10  | 4 | 3 | 1 | 0 | 4  | 1  | +3   |  | CS Herediano               |     | 1-1 |     | 1-0 |     |
| 2    | FC Motagua       | 7   | 4 | 2 | 1 | 1 | 9  | 6  | +3   |  | FC Motagua                 |     |     |     | 4-1 | 3-2 |
| 3    | Diriangén FC     | 7   | 4 | 2 | 1 | 1 | 4  | 3  | +1   |  | Diriangén FC               | 0-1 | 2-1 |     |     |     |
| 4    | Tauro FC         | 3   | 4 | 1 | 0 | 3 | 4  | 8  | -4   |  | Tauro FC                   |     |     | 1-2 |     | 2-1 |
| 5    | San Francisco FC | 1   | 4 | 0 | 1 | 3 | 3  | 6  | -3   |  | San Francisco FC           | 0-1 |     | 0-0 |     |     |

### Groupe B
| Rang | Équipe              | Pts | J | G | N | P | Bp | Bc | Diff |  | Résultats (▼ dom., ► ext.) | ALA | COM | MAR | ALI | LAF |
| ---- | ------------------- | --- | - | - | - | - | -- | -- | ---- |  | -------------------------- | --- | --- | --- | --- | --- |
| 1    | LD Alajuelense      | 12  | 4 | 4 | 0 | 0 | 11 | 6  | +5   |  | LD Alajuelense             |     | 2-1 | 3-1 |     |     |
| 2    | Comunicaciones FC   | 7   | 4 | 2 | 1 | 1 | 5  | 4  | +1   |  | Comunicaciones FC          |     |     | 2-1 | 1-0 |     |
| 3    | CD Marathón         | 6   | 4 | 2 | 0 | 2 | 4  | 5  | -1   |  | CD Marathón                |     |     |     | 1-0 | 1-0 |
| 4    | Alianza FC          | 3   | 4 | 1 | 0 | 3 | 6  | 6  | 0    |  | Alianza FC                 | 1-2 |     |     |     | 5-2 |
| 5    | CD Luis Ángel Firpo | 1   | 4 | 0 | 1 | 3 | 6  | 11 | -5   |  | CD Luis Ángel Firpo        | 3-4 | 1-1 |     |     |     |

### Groupe C
| Rang | Équipe              | Pts | J | G | N | P | Bp | Bc | Diff |  | Résultats (▼ dom., ► ext.) | AGU | ANT | OLI | CAI | PLA |
| ---- | ------------------- | --- | - | - | - | - | -- | -- | ---- |  | -------------------------- | --- | --- | --- | --- | --- |
| 1    | CD Águila           | 9   | 4 | 3 | 0 | 1 | 10 | 1  | +9   |  | CD Águila                  |     |     | 2-0 |     | 5-1 |
| 2    | Antigua GFC         | 8   | 4 | 2 | 2 | 0 | 7  | 3  | +4   |  | Antigua GFC                | 0-0 |     |     | 2-1 |     |
| 3    | CD Olimpia          | 7   | 4 | 2 | 1 | 1 | 10 | 4  | +6   |  | CD Olimpia                 |     | 1-1 |     | 3-0 |     |
| 4    | CAI La Chorrera     | 3   | 4 | 1 | 0 | 3 | 2  | 8  | -6   |  | CAI La Chorrera            | 0-3 |     |     |     | 1-0 |
| 5    | Port Layola FC (es) | 0   | 4 | 0 | 0 | 4 | 3  | 16 | -13  |  | Port Layola FC (es)        |     | 1-4 | 1-6 |     |     |

### Groupe D
| Rang | Équipe             | Pts | J | G | N | P | Bp | Bc | Diff |  | Résultats (▼ dom., ► ext.) | SAP | EST | MUN | MAN | ADG |
| ---- | ------------------ | --- | - | - | - | - | -- | -- | ---- |  | -------------------------- | --- | --- | --- | --- | --- |
| 1    | Deportivo Saprissa | 9   | 4 | 3 | 0 | 1 | 10 | 4  | +6   |  | Deportivo Saprissa         |     |     | 1-0 |     | 5-0 |
| 2    | Real Estelí        | 7   | 4 | 2 | 1 | 1 | 6  | 3  | +3   |  | Real Estelí                | 2-1 |     |     | 3-0 |     |
| 3    | CSD Municipal      | 4   | 4 | 1 | 1 | 2 | 4  | 4  | 0    |  | CSD Municipal              |     | 1-1 |     |     | 3-1 |
| 4    | Managua FC (en)    | 4   | 4 | 1 | 1 | 2 | 4  | 7  | -3   |  | Managua FC (en)            | 2-3 |     | 1-0 |     |     |
| 5    | AD Guanacasteca    | 4   | 4 | 1 | 1 | 2 | 3  | 9  | -6   |  | AD Guanacasteca            |     | 1-0 |     | 1-1 |     |

## Phase finale

### Tableau
|  | Quarts de finale | Quarts de finale   | Quarts de finale | Quarts de finale |                |                | Demi-finales | Demi-finales | Demi-finales | Demi-finales |  |  | Finale | Finale | Finale | Finale |
|  |                  |                    |                  |                  |                |                |              |              |              |              |  |  |        |        |        |        |
|  |                  |                    |                  |                  |                |                |              |              |              |              |  |  |        |        |        |        |
|  |                  |                    |                  |                  |                |                |              |              |              |              |  |  |        |        |        |        |
|  | 1er              | LD Alajuelense     | 2                | 1                |                |                |              |              |              |              |  |  |        |        |        |        |
|  | 1er              | LD Alajuelense     | 2                | 1                |                |                |              |              |              |              |  |  |        |        |        |        |
|  | 8e               | Comunicaciones FC  | 1                | 1                |                |                |              |              |              |              |  |  |        |        |        |        |
|  | 8e               | Comunicaciones FC  | 1                | 1                | LD Alajuelense | LD Alajuelense | 0            | 1            |              |              |  |  |        |        |        |        |
|  |                  |                    |                  |                  | LD Alajuelense | LD Alajuelense | 0            | 1            |              |              |  |  |        |        |        |        |
|  |                  |                    | Antigua GFC      | Antigua GFC      | 0              | 0              |              |              |              |              |  |  |        |        |        |        |
|  | 4e               | Deportivo Saprissa | Antigua GFC      | Antigua GFC      | 0              | 0              | 0            | 0            |              |              |  |  |        |        |        |        |
|  | 4e               | Deportivo Saprissa |                  |                  |                |                |              | 0            |              |              |  |  |        |        |        |        |
|  | 5e               | Antigua GFC        | 0                | 3                |                |                |              |              |              |              |  |  |        |        |        |        |
|  | 5e               | Antigua GFC        | 0                | 3                | LD Alajuelense | LD Alajuelense | 1            | 2            |              |              |  |  |        |        |        |        |
|  |                  |                    |                  |                  | LD Alajuelense | LD Alajuelense | 1            | 2            |              |              |  |  |        |        |        |        |
|  |                  |                    | Real Estelí      | Real Estelí      | 1              | 1              |              |              |              |              |  |  |        |        |        |        |
|  | 2e               | CD Águila          | Real Estelí      | Real Estelí      | 1              | 1              | 1            | 0            |              |              |  |  |        |        |        |        |
|  | 2e               | CD Águila          |                  |                  |                |                |              |              |              |              |  |  |        |        |        |        |
|  | 7e               | Real Estelí        | 2                | 0                |                |                |              |              |              |              |  |  |        |        |        |        |
|  | 7e               | Real Estelí        | 2                | 0                | Real Estelí E  | Real Estelí E  | 0            | 2            |              |              |  |  |        |        |        |        |
|  |                  |                    |                  |                  | Real Estelí E  | Real Estelí E  | 0            | 2            |              |              |  |  |        |        |        |        |
|  |                  |                    | CS Herediano     | CS Herediano     | 0              | 2              |              |              |              |              |  |  |        |        |        |        |
|  | 3e               | CS Herediano E     | CS Herediano     | CS Herediano     | 0              | 2              | 2            | 0            |              |              |  |  |        |        |        |        |
|  | 3e               | CS Herediano E     |                  |                  |                |                |              | 0            |              |              |  |  |        |        |        |        |
|  | 6e               | FC Motagua         | 2                | 0                |                |                |              |              |              |              |  |  |        |        |        |        |
|  | 6e               | FC Motagua         | 2                | 0                |                |                |              |              |              |              |  |  |        |        |        |        |
|  |                  |                    |                  |                  |                |                |              |              |              |              |  |  |        |        |        |        |

### Quarts de finale
| Pays | Équipe             | Aller | Retour | Équipe            | Pays | Commentaire                          |
|      | LD Alajuelense     | 2 - 1 | 1 - 1  | Comunicaciones FC |      |                                      |
|      | Deportivo Saprissa | 0 - 0 | 0 - 3  | Antigua GFC       |      |                                      |
|      | CD Águila          | 1 - 2 | 0 - 0  | Real Estelí       |      |                                      |
|      | CS Herediano       | 2 - 2 | 0 - 0  | FC Motagua        |      | Règle des buts marqués à l'extérieur |

### Barrages pour la Coupe des champions
Les quatre équipes perdantes au stade des quarts de finale s'affrontent pour des matchs de barrages afin de déterminer les deux derniers qualifiés pour la Coupe des champions de la CONCACAF 2025.
| Pays | Équipe             | Aller | Retour | Équipe            | Pays | Commentaire |
|      | Deportivo Saprissa | 1 - 1 | 3 - 1  | Comunicaciones FC |      |             |
|      | CD Águila          | 0 - 2 | 2 - 2  | FC Motagua        |      |             |

### Demi-finales
| Pays | Équipe         | Aller | Retour | Équipe      | Pays | Commentaire                          |
|      | LD Alajuelense | 0 - 0 | 1 - 0  | Antigua GFC |      |                                      |
|      | CS Herediano   | 0 - 0 | 2 - 2  | Real Estelí |      | Règle des buts marqués à l'extérieur |

### Finale
| Match aller                        | Real Estelí | 1 - 1   | LD Alajuelense    | Stade de l'Indépendance, Estelí |                          |
| 27 novembre 2024 19 h heure locale | Vargas 13e  | (1 - 1) | 36e (pen.) Borges | Arbitrage : Selvin Brown        | Arbitrage : Selvin Brown |
| 27 novembre 2024 19 h heure locale | Rapport     |         |                   | Arbitrage : Selvin Brown        | Arbitrage : Selvin Brown |

| Match retour                      | LD Alajuelense         | 2 - 1   | Real Estelí       | Stade Alejandro Morera Soto, Alajuela |                            |
| 4 décembre 2024 19 h heure locale | Angulo 18e · Toril 31e | (2 - 0) | 90+1e Medina (en) | Arbitrage : Ismael Cornejo            | Arbitrage : Ismael Cornejo |
| 4 décembre 2024 19 h heure locale | Rapport                |         |                   | Arbitrage : Ismael Cornejo            | Arbitrage : Ismael Cornejo |

## Statistiques et récompenses

### Meilleurs buteurs
| Rang | Nom                   | Club                | Buts |
| 1    | Diego Campos (en)     | LD Alajuelense      | 6    |
| 2    | Agustín Auzmendi (en) | FC Motagua          | 4    |
| 2    | Diego Casas (en)      | Comunicaciones FC   | 4    |
| 2    | Javon East (en)       | Deportivo Saprissa  | 4    |
| 2    | Santiago Gómez (en)   | Antigua GFC         | 4    |
| 6    | José Ardón            | Antigua GFC         | 3    |
| 6    | Byron Bonilla (en)    | Real Estelí         | 3    |
| 6    | Rubilio Castillo (en) | FC Motagua          | 3    |
| 6    | Gustavo Souza         | CD Luis Ángel Firpo | 3    |
| 6    | Styven Vásquez (en)   | CD Luis Ángel Firpo | 3    |

### Récompenses individuelles
| Catégorie             | Lauréats          | Club           |
| Meilleur joueur       | Diego Campos (en) | LD Alajuelense |
| Meilleur jeune joueur | Bryan Ordóñez     | Real Estelí    |
| Meilleur gardien      | Leonel Moreira    | LD Alajuelense |
| Meilleur buteur       | Diego Campos (en) | LD Alajuelense |
| Fair-play             | LD Alajuelense    | LD Alajuelense |

### Équipe-type
| Poste      | Joueurs            | Club               |
| Gardien    | Leonel Moreira     | LD Alajuelense     |
| Défenseurs | Ebert Martínez     | Real Estelí        |
| Défenseurs | Alexis Gamboa (en) | LD Alajuelense     |
| Défenseurs | José Ardón         | Antigua GFC        |
| Milieux    | Celso Borges       | LD Alajuelense     |
| Milieux    | Iván Ochoa         | Real Estelí        |
| Milieux    | Anderson Canhoto   | LD Alajuelense     |
| Milieux    | Harold Medina (en) | Real Estelí        |
| Milieux    | Byron Bonilla (en) | Real Estelí        |
| Attaquants | Diego Campos (en)  | LD Alajuelense     |
| Attaquants | Javon East (en)    | Deportivo Saprissa |